# Formazza
Formazza (walserdeutsch Pumatt, deutsch Pomatt oder Pomat) ist eine Gemeinde in der italienischen Provinz Verbano-Cusio-Ossola (VB), Region Piemont.

## Lage und Einwohner
Formazza liegt 80 km nordwestlich von der Provinzhauptstadt Verbania und 40 km nördlich von Domodossola und umfasst das Val Formazza (dt. Pomatt), den obersten Abschnitt des vom Fluss Toce (walserdeutsch Riis) gebildeten Tales. Die Fortsetzung des Val Formazza bis nach Domodossola heißt Valle Antigorio. Formazza ist die nördlichste Gemeinde des Piemont und hat 434 Einwohner (Stand 31. Dezember 2023).
Über den Griespass (Grenzübergang zur Schweiz auf 2479 m ü. M.) besteht eine Verbindung zum Nufenenpass, von wo aus sowohl das Goms im Kanton Wallis als auch das Val Bedretto im Kanton Tessin erreicht werden können; in Letzteres kommt man auch direkt über den San-Giacomo-Pass. Früher war das Tal ein wichtiger Verkehrsweg, führte doch vom Wallis ein Saumweg über den Griespass in die Lombardei.
Die Gemeinde, mit der Fläche von 131 km², umfasst neun ganzjährig bewohnte Weiler: San Rocco, Il Passo, Foppiano (wdt. Unnrum Schtaldä, dt. Unterstalden), Fondovalle (wdt. Schtaf[ul]wald, dt. Stafelwald), Chiesa (wdt. An/In där Mattu, dt. Andermatten), San Michele (wdt. Tugwald/Tuffald, dt. Tuffwald), Valdo (wdt. und dt. Wald), Ponte (wdt. Zum Schtäg, dt. Zumsteg), Brendo (wdt. Brendu, dt. Brennen), Grovella (wdt. Gurfälu, dt. Gurfelen) und Canza (wdt. Früd[u]wald, dt. Frut[t]wald).
Die italienischen Nachbargemeinden sind Baceno und Premia. Außerdem grenzt die Gemeinde an die Schweizer Kantone Wallis (Westen) und Tessin (Osten), das einzige deutschsprachige Dorf des Tessin, Bosco/Gurin, ist mit dem Pomatt über die Guriner Furggu verbunden.

## Geschichte und Sprache
Im Mittelalter wurde das Val Formazza von Walsern besiedelt, die aus dem schweizerischen Goms kamen und damit deutschsprachig waren. Der noch heute besonders von der älteren Generation gesprochene höchstalemannische Dialekt (Walserdeutsch), die Bauweise der Häuser und zahlreiche deutsche Flurnamen zeugen von dieser Besiedlung.
Zweimal wurde das Pomatt durch die Walliser besetzt und war eine gemeine Herrschaft der Alten Eidgenossenschaft. Nach der Schlacht bei Marignano im Jahr 1515 mussten die Eidgenossen das Tal an das damals von Frankreich beherrschte Herzogtum Mailand abtreten.
In der deutschen Ortsmundart hat Anna Maria Bacher ab 1988 bedeutsame Dialektliteratur geschaffen. Drei ihrer Dichtungen wurden vom Schweizer Komponisten Heinz Holliger vertont.

## Tourismus und Sport
Für Bergwanderer stehen die 3A-Hütte über dem Siedelgletscher auf 2922 m ü. M. mit 80 Betten und die Claudio- und Bruno-Hütte am Sabbione-See auf 2710 m ü. M. mit 90 Betten zur Verfügung, beide im Besitz der Operation Mato Grosso (OMG).
An Skianlagen gibt es den Skilift Ponte (1980), die Sesselbahn Sagersboden (seit 1999) und den Skilift Valdo 1 (seit 2001). In Riale besteht eine Langlaufloipe.

## Persönlichkeiten
- Benigno Ferrera (1893–1988), Skilangläufer
- Achille Bacher (1900–1972), Skilangläufer
- Pio Scilligo (1928–2009), Psychologe
- Mario Bacher (1941–2014), Skilangläufer
- Anna Maria Bacher (* 1947), Schriftstellerin

## Bildgalerie

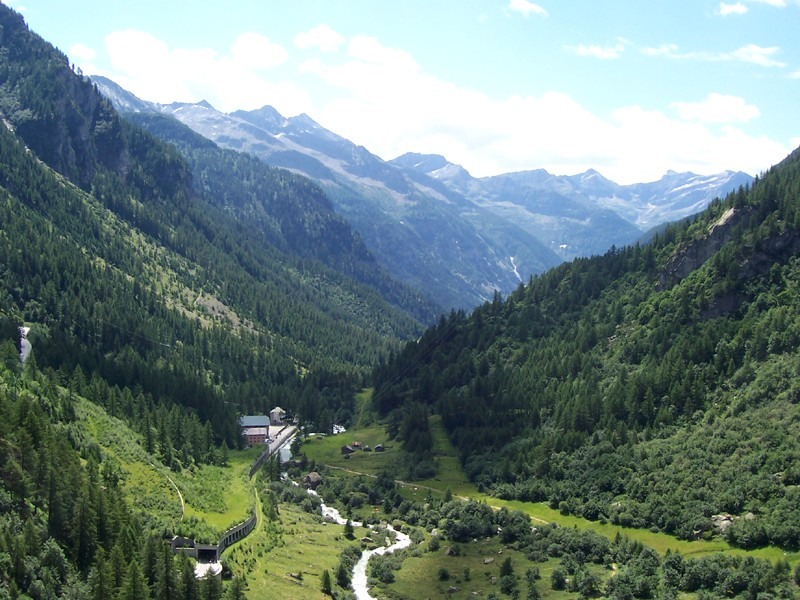
Formazzatal
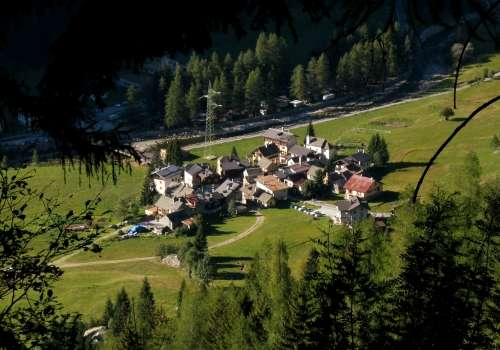
Fraktion Fondovalle/Stafuwald
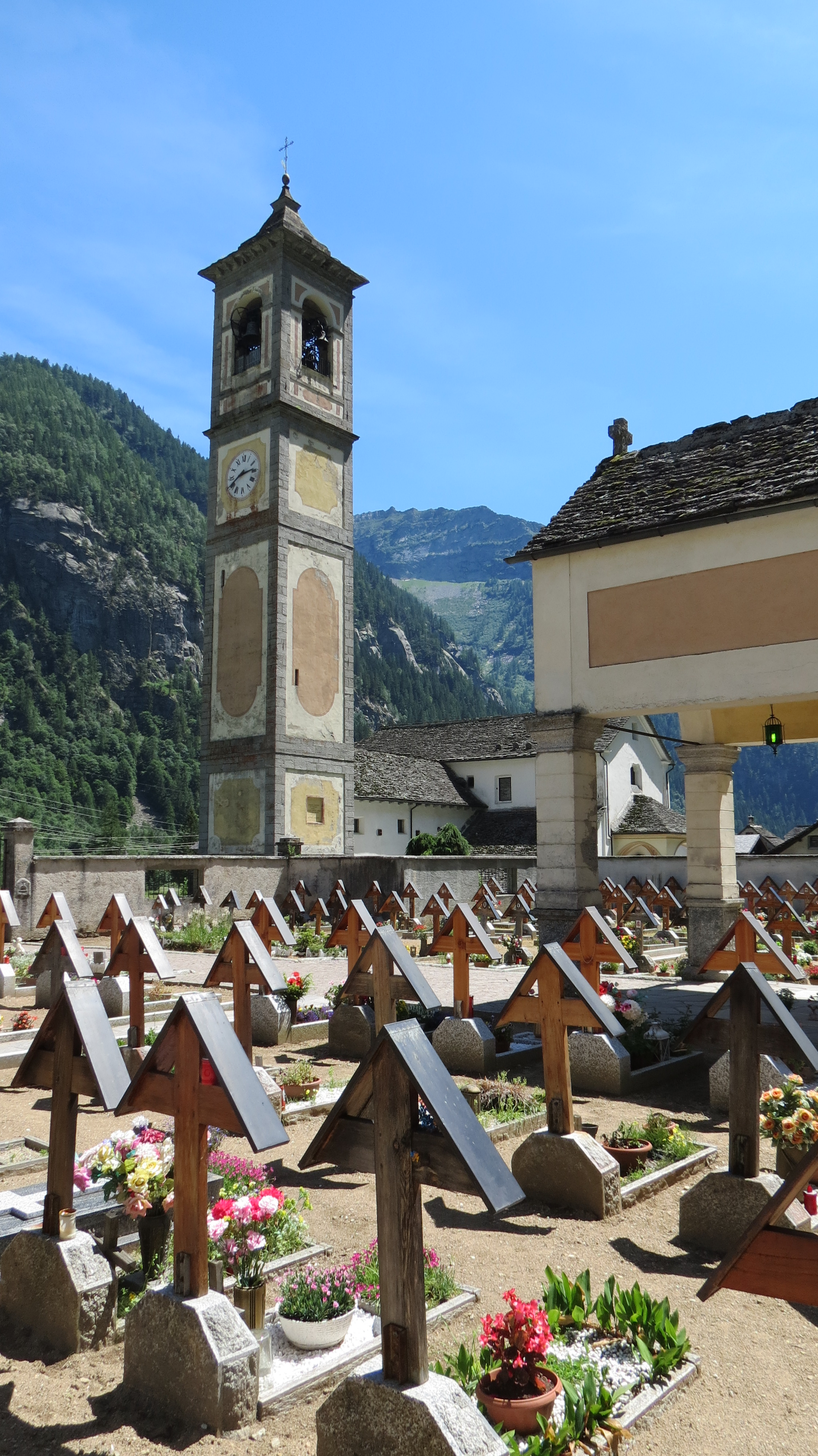
Pfarrkirche San Bernardo im Ortsteil Chiesa / In där Mattu
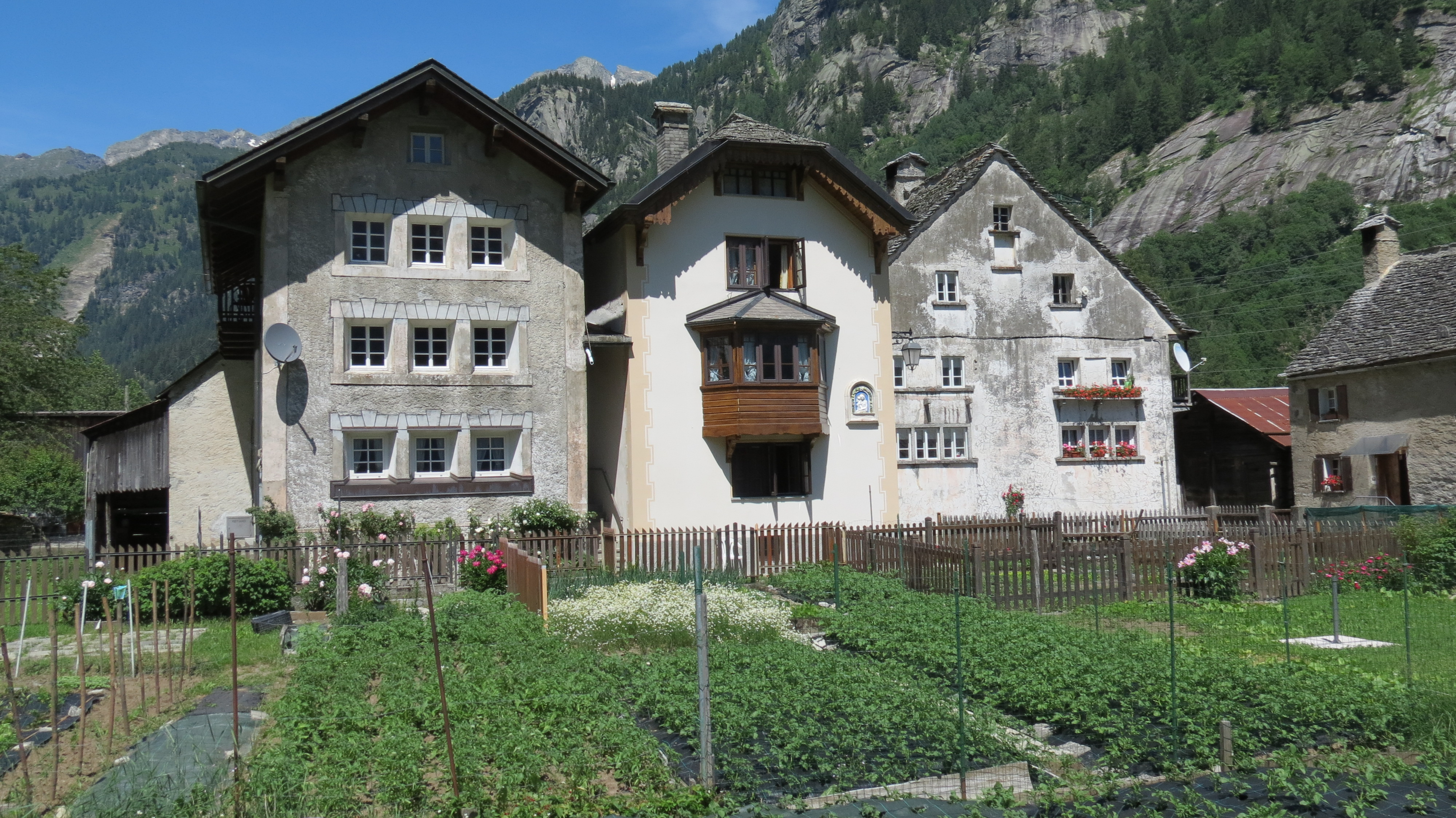
Häusergruppe im Ortsteil Chiesa / In där Mattu
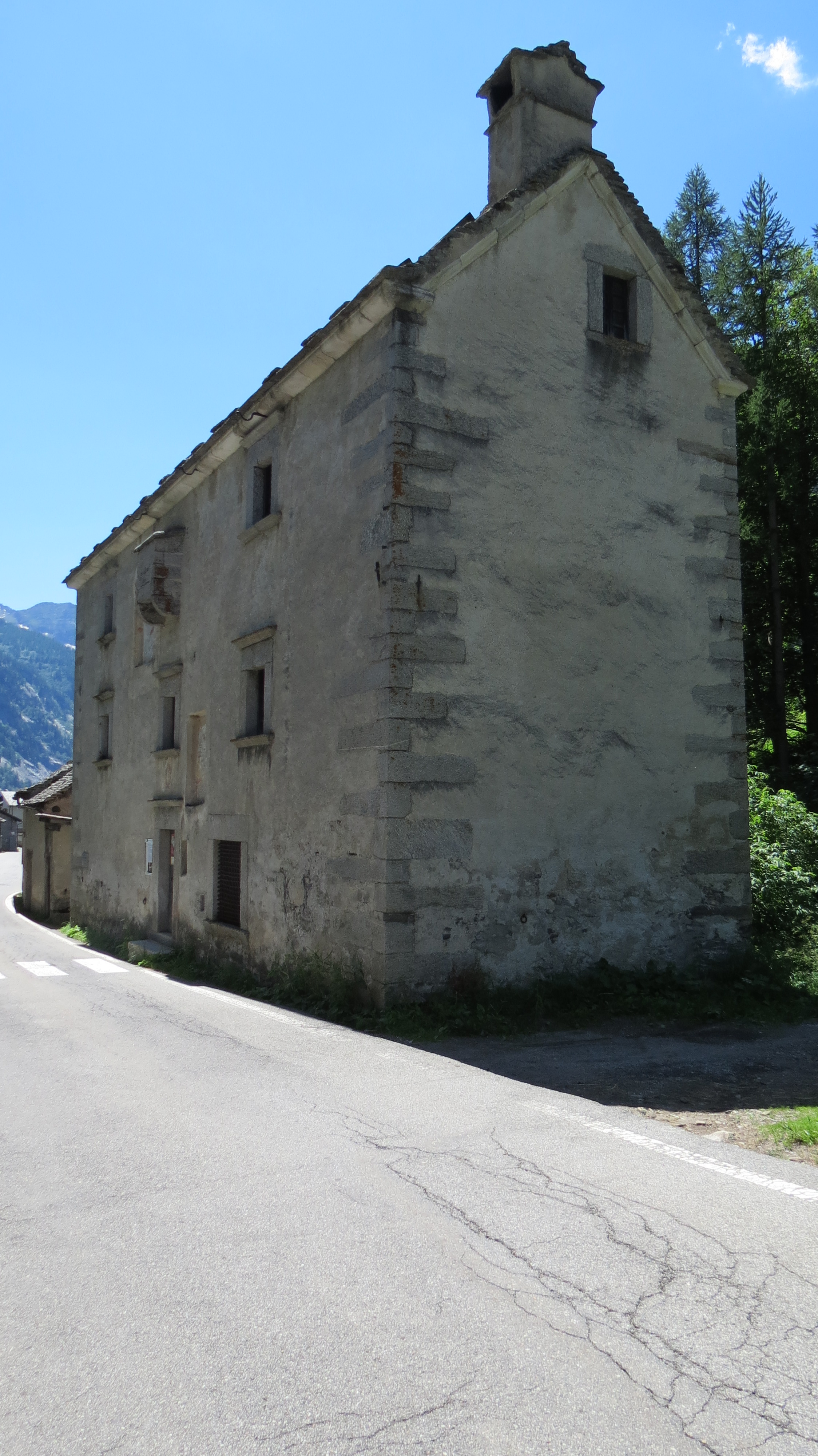
Talmuseum Steihüs im Ortsteil Ponte / Zum Stäg
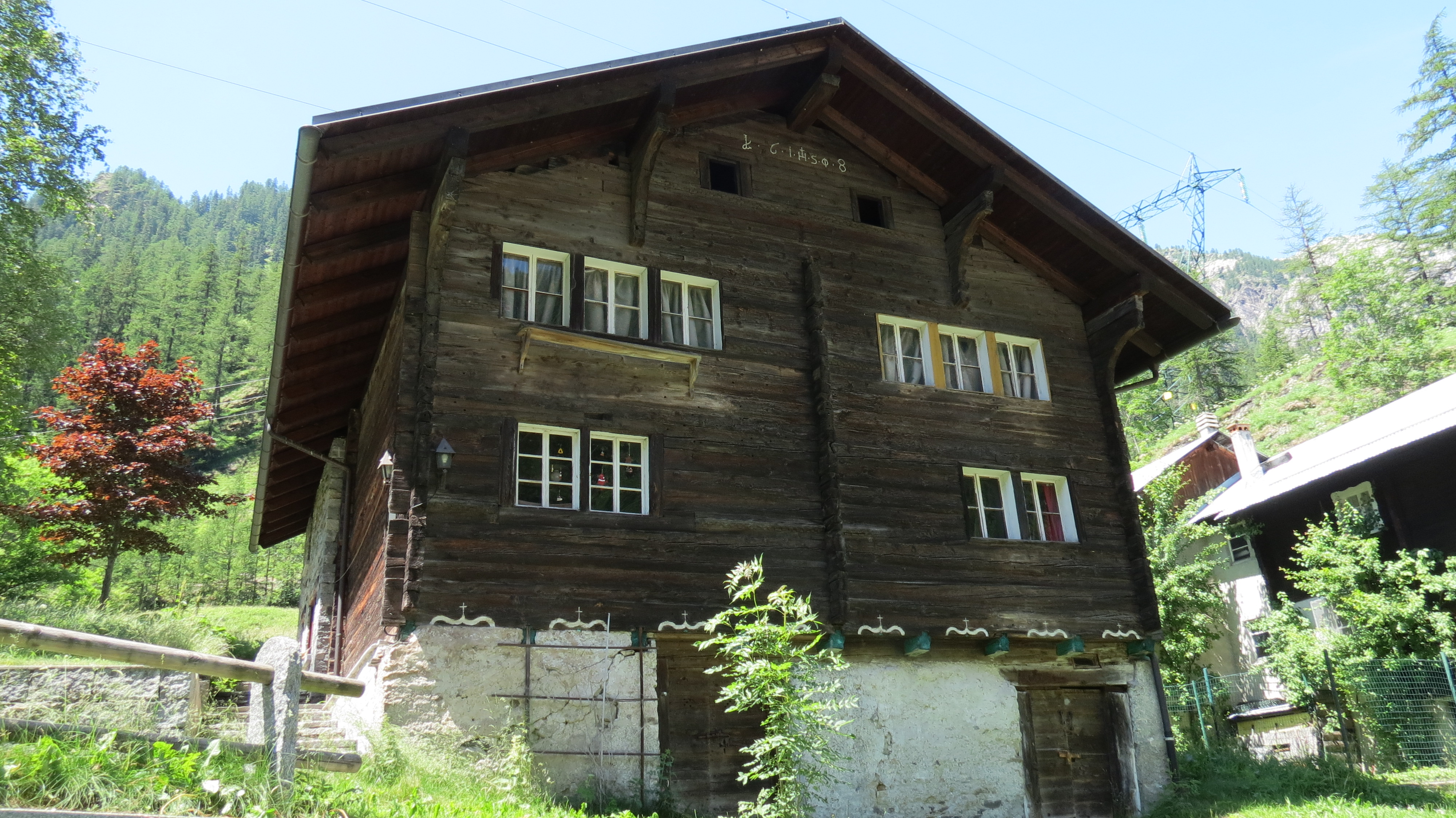
Haus von 1608 im Ortsteil In dä Brendu / Brendo
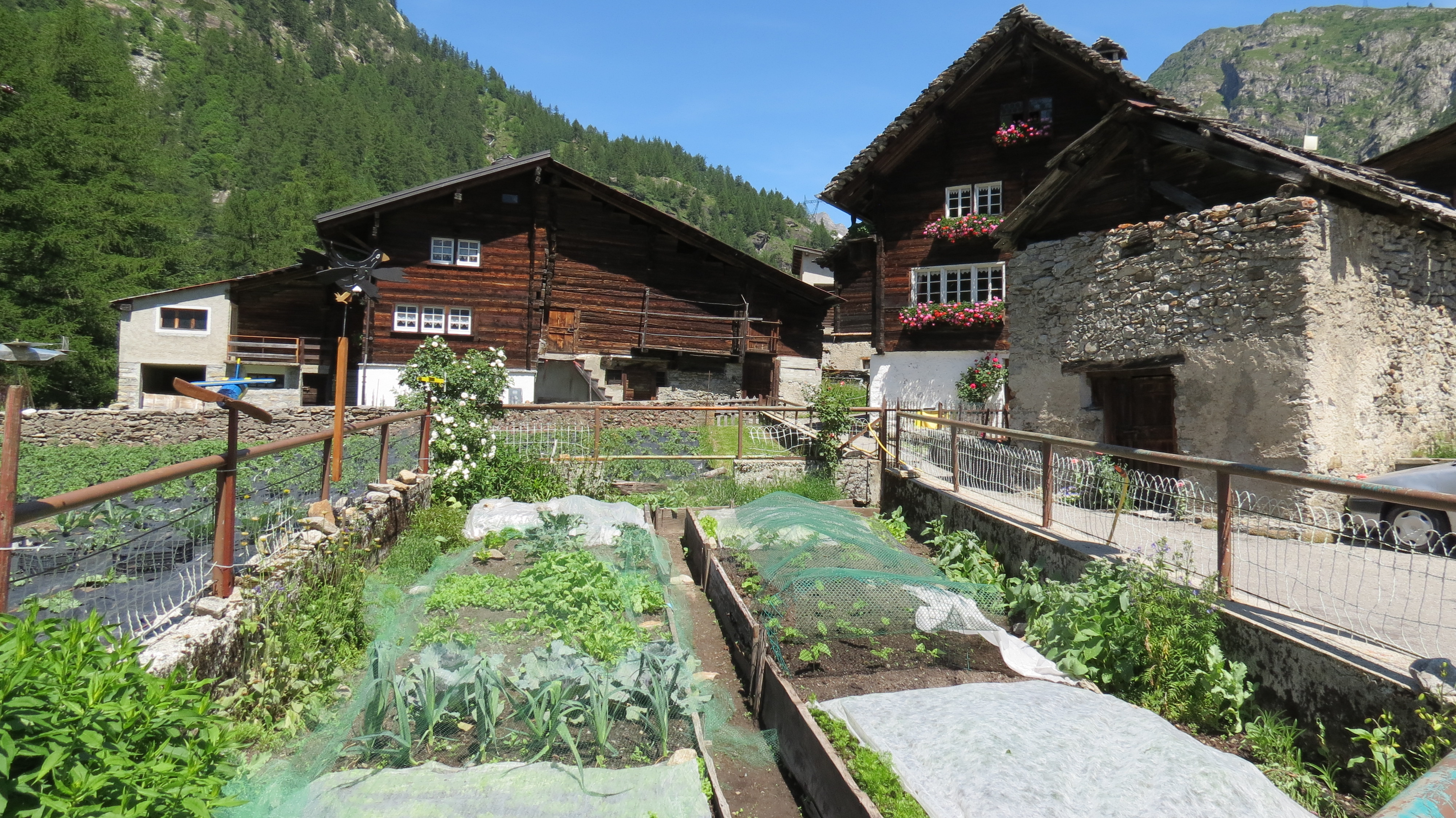
Häusergruppe im Ortsteil Canza/Fruduwald
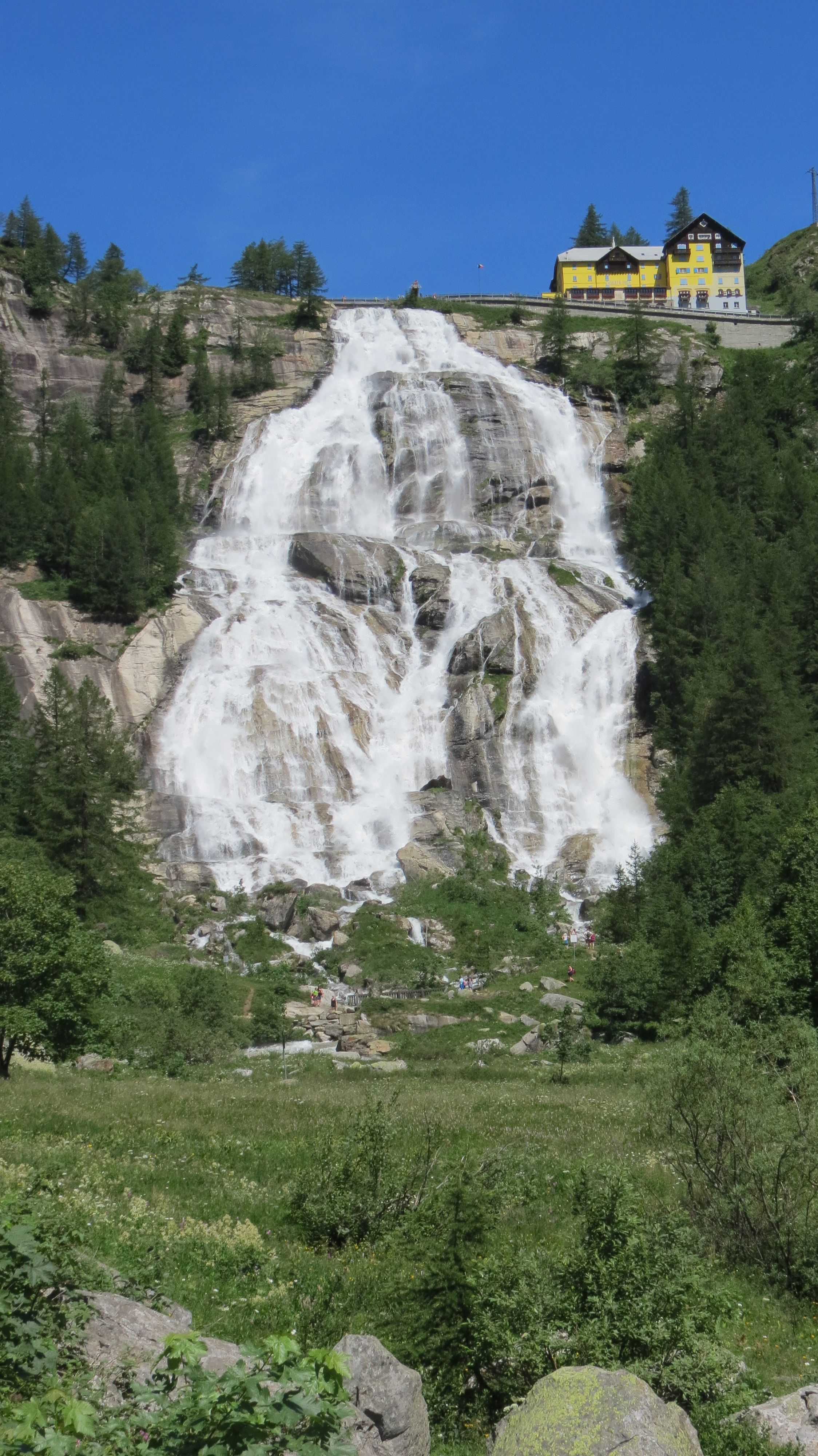
Cascata del Toce / Tosafälle
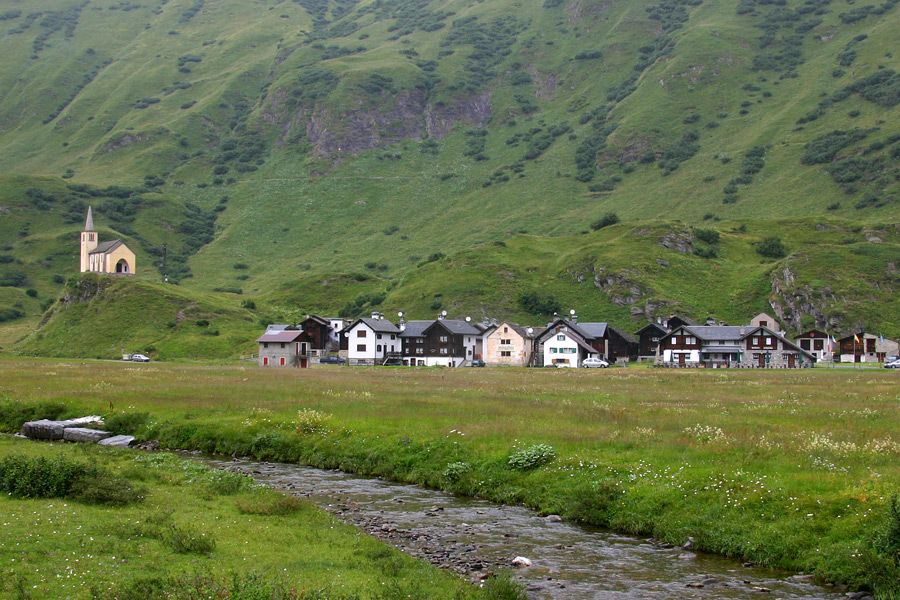
Fraktion Riale/Chärbäch